# 比利艾翁
比利艾翁，是西班牙阿斯图里亚斯的一个市镇。总面积133平方公里，总人口1895人（2001年），人口密度14人/平方公里。